# NGC 2525
NGC 2525 là một thiên hà xoắn ốc dạng thanh nằm trong chòm sao Thuyền Vĩ. Nó nằm ở khoảng cách khoảng 70 triệu năm ánh sáng từ Trái đất, với kích thước rõ ràng của nó, có nghĩa là NGC 2525 có chiều dài khoảng 60.000 năm ánh sáng. Nó được phát hiện bởi William Herschel vào ngày 23 tháng 2 năm 1791.
Thiên hà có một thanh và hai nhánh xoắn ốc chính với độ sáng bề mặt cao. Vùng HII được quan sát trong cánh tay. Những ngôi sao sáng nhất của thiên hà có cấp sao biểu kiến vào khoảng 22. Hạt nhân của nó là nhỏ và sáng. Ở trung tâm của thiên hà được dự đoán là một hố đen siêu lớn có khối lượng ước tính trong khoảng từ 1,1 đến 44 triệu năm, dựa trên góc nghiêng của cánh tay xoắn ốc.
Một siêu tân tinh đã được quan sát thấy trong NGC 2525, SN 2018gv. Nó được Koichi Itagaki phát hiện vào ngày 15 tháng 1 năm 2018 ở cường độ 16,5  và nó được xác định bằng phương pháp quang phổ là siêu tân tinh loại Ia 10-15 ngày trước tối đa. Siêu tân tinh cũng được ATLAS quan sát vào ngày 14 tháng 1 năm 2018 14,5 UT ở cường độ 18,1. Nó đạt đến cường độ cực đại 12,8.
Đó là một thiên hà bị cô lập.